# Zero Woman: Dangerous Game
Série Zero Woman
Zero Woman: The Hunted
(1997) Zero Woman: Returns
(1999)
Pour plus de détails, voir Fiche technique et Distribution.
Zero Woman: Dangerous Game (Zero WOMAN　危ない遊戯, Zero Woman: Abunai yūgi) est un film japonais réalisé par Hidekazu Takahara, sorti en 1998.

## Synopsis
Rei est une femme sans passé, sans identité. Elle travaille comme agent secret mortel pour le « Zero Department », une division implacable de la police, œuvrant dans l'ombre. La terreur règne dans les rues de Tokyo, par le massacre de victimes sans nom pour le marché noir médical. Rei doit faire tomber le criminel brutal, mais sa seule piste est la maîtresse d'un caïd très connu. Rei sera-t-elle entraînée dans un piège mortel ?

## Fiche technique
- Titre : Zero Woman: Dangerous Game
- Titre original : Zero WOMAN　危ない遊戯 (Zero Woman: Abunai yūgi)
- Réalisation : Hidekazu Takahara
- Scénario : Takashi Kaneda, Hidekazu Takahara et Miyuki Takahashi, d'après le manga de Tohru Shinohara
- Musique : Kentaro Nojima
- Photographie : Shuji Tomita
- Production : Stephanie Shalofsky
- Pays d'origine :  Japon
- Format : Couleurs - 1,77:1 - Stéréo - 35 mm
- Genre : Policier, drame et thriller érotique
- Durée : 80 minutes
- Date de sortie : 1er mai 1998

## Distribution
- Chieko Shiratori : Rei
- Ichiho Matsuda : Nana
- Terunori Miyazaki : Natsume
- Yasuyuki Miyawaki : Yamaguchi
- Daisuke Ryu : Mutoh
- Masayoshi Nogami : Kaneda
- Shiro Shitamoto : Kirishima
- Keizo Nagashima : Tkakeshi
- Tadashi Okuno : Shingo
- Mitsunori Miyazaki : Yutaka
- Yasuyuki Miyagawa : Tomoyuki

## Voir également
- 1995 : Zero Woman: Final Mission, de Koji Enokido
- 1995 : Zero Woman 2, de Daisuke Gotoh
- 1996 : Zero Woman: Assassin Lovers, de Masahide Kuwabara
- 1997 : Zero Woman: The Accused, de Daisuke Gotoh